# Den sårede mand
Den sårede mand (fransk: L'Homme blessé) er et oliemaleri fra 1844-1854 af den franske maler Gustave Courbet. Billedet er et selvportræt.